# Ирске покрајине
Ирска као острво је историјски подељена на 4 покрајине: Алстер, Конот, Ленстер и Манстер. Даље се покрајине деле на историјске округе.
Израз на ирском језику за подручну поделу, cúige, значи пети део. То се доводи у вези да је некада било пет покрајина. Некадашња покрајина Мид је већим делом прикључена Ленстеру, а мањим делом Алстеру. Датим назив се очувао у имену два округа, Мида и Вестмида.

## Историјат
Порекло данашњих покрајина на ирском острву је везано за далеку историју, пре најезде Нормана у 12. веку. Свака покрајина била засебно кнежевство са засебним владарским лозама. У првобитно време број покрајина није било сталан, већ кретао у распону од 3 до 6.
Норманском најездом 1169-72. Ирска пада губи самосталност и пада у руке Нормана. Убрзо је покрајина Мид је подељена између Ленстера и Алстера. Тада су се и усталиле данашње границе покрајина. Временом су окрузи постали значајнији од покрајина. Међутим, питање покрајинске припадности важно је и данас у свакодневном животу Ираца.
Деоба војводства Ирске 1921. године између независне Републике Ирске и Северне Ирске као дела Уједињеног Краљевства утицала је да се некадашња покрајина Алстер подели између два ентитета, па је она данас већим делом у Северној Ирској, а мањим делом у Републици Ирској.

## Списак покрајина
Дати списак је урађен на основу граница које су успостављене после Норманске најезде.
-{
| Покрајина | Застава | Матерњи назив (енг. / ирс.) | Становништво 2011. г. | Површина у km² | Број ирских округа† | Главни град |
| --- | ------- | --------------------------- | --------------------- | -------------- | ------------------- | ----------- |
| Алстер | Алстер  | Ulster / Ulaidh             | 1.954.727‡            | 21.552         | 9                   | Белфаст     |
| Конот | Конот   | Connacht / Connachta        | 542.039               | 17.788         | 5                   | Голвеј      |
| Ленстер | Ленстер | Leinster / Laighin          | 2.501,208             | 19.800         | 12                  | Даблин      |
| Манстер | Манстер | Munster / Mumhain           | 1.243.726             | 24.675         | 6                   | Корк        |
| Тачка 1: † "Број ирских округа“ односи се на традиционалне округе, не на данашање управно-подручне једнице Тачка 2: ‡ Становништво Алстера срачунато је на основу пописа становништва из 2011. године у делу под Републиком Ирском и процене становништва из 2006. за део у оквиру Северне Ирске Становништво осталих покрајина је у оквиру исхода Пописа 2011. г. |         |                             |                       |                |                     |             |

}-